# 奧沙納區
奧沙納區（英語：Oshana Region）是納米比亞的一個區，位於該國北部。面積約5,290平方公里，2001年人口161916人。首府奧沙卡蒂。下分9分區。